# John Stow

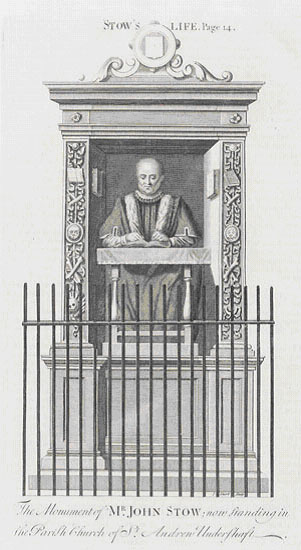
Monument voor John Stow in de parochiekerk van St. Andrew Undershaft

John Stow (Londen, ca. 1525 – aldaar, 6 april 1605) was een Engels historicus en antiquaar.
John Stow was van nederige afkomst. Zijn vader Thomas Stow was kaarsenmaker, maar hij volgde hem daarin niet. Hij vestigde zich als kleermaker in Londen en had van 1547 tot 1560 een eigen bedrijfje in Aldgate. In 1560 gaf hij zich echter volledig over aan zijn passie, het verzamelen en beschrijven van historische manuscripten, waaraan hij zich de rest van zijn leven zou wijden.
Stow leerde nooit paardrijden en trok te voet het land door, op zoek naar oudheden. In het protestantse Engeland van die tijd werd hij enkele malen verdacht van rooms-katholieke sympathieën en moest zich daarvoor ook verantwoorden voor kerkelijke rechtbanken. Dit leidde overigens niet tot veroordelingen.
Stow ging zo op in zijn passie dat hij er al zijn geld aan besteedde en soms zelfs van liefdadigheid moest leven.
In 1561 verscheen zijn eerste werk, The woorkes of Geffrey Chaucer, newly printed with divers additions whiche were never in printe before. In 1565 volgde A Summarie of Englysh Chronicles, dat al tijdens zijn leven diverse malen werd herdrukt.
In 1580 verscheen The Chronicles of England from Brute unto this Present Yeare of Christ 1580.
Het werk werd opgedragen aan de graaf van Leicester en werd veel gelezen. In 1631 waren er al zes herdrukken verschenen en na de tweede druk in 1592 werd het bekend als The annales of England.
Stows bekendste en onder historici meest gewaardeerde werk is het in 1598 verschenen A Survay of London. Het in eenvoudige stijl geschreven werk bevat vermakelijke en leerzame anekdotes en unieke beschrijvingen van het leven, de gewoontes en de gebouwen van het Londen ten tijde van Elizabeth I. Een tweede editie verscheen in 1603 en een derde, met aanvullingen van 
Anthony Munday, in 1618. 
Stows werk bezorgde hem geen rijkdom, maar daar kon hij goed mee leven. Hij kreeg in 1604 de steun van Jacobus I, maar lang kon hij daarvan niet genieten. John Stow overleed in 1605 en werd begraven in de Londense kerk St Andrew Undershaft. Een monument ter ere van Stow, dat door zijn vrouw werd opgericht, is nog altijd in de kerk te zien.